# Infinito sostantivato
L'infinito sostantivato (detto talvolta infinito nominale) è, in linguistica, l'uso del modo infinito con valore di nome. La nominalizzazione dell'infinito avviene di norma attraverso un determinante, che sia l'articolo determinativo (il naufragar m'è dolce in questo mare, Leopardi), l'articolo indeterminativo (un mormorar di fiume, Dante) o l'aggettivo dimostrativo (quel suo parlarmi della domenica, Vittorini). L'articolo determinativo può essere omesso (con gran sbattere d'ali, Calvino).
Quest'uso era già presente in latino, dove era però confinato al registro formale. Ad esempio, in Cicerone:
(Cicerone, Brutus, 37.140)
O, ancora, in Petronio:
(Petronio, Satyricon, 52)
Il suo impiego in latino fu forse favorito dall'influsso del greco, che impiegava abbondantemente questa costruzione, anche con il concorso dell'articolo, assente in latino.
L'infinito sostantivato è presente nelle lingue romanze, in particolare nello spagnolo, ma può essere considerato una caratteristica eminente dell'italiano, che lo sviluppa riccamente in tipi e forme.
La nominalizzazione dell'infinito ricorre soprattutto al presente:
Lo studiare è spesso associato a qualcosa di sgradevole.
Essa è però possibile anche al passato:
L'aver agito per motivi futili aggrava il reato.